# Rosa moschata
Espèce
Classification phylogénétique
Le rosier musqué (Rosa moschata) est une espèce de plantes à fleurs de la famille des Rosaceae. C'est un rosier classé dans la section des Synstylae, originaire probablement d'Asie mineure ou du Moyen-Orient d'où elle a été introduite en Europe à une date inconnue, sans doute avant le XVIe siècle.
Ce rosier, qui ne se trouve plus en culture de nos jours, est à l'origine de nombreux hybrides. Il est notamment l'un des ancêtres des rosiers Noisette.

## Synonymes
- Rosa moschata var. nastarana H.Christ,
- Rosa pissartii Carrière.

## Description
C'est un arbuste à port lâche, à feuilles caduques, de trois mètres de haut environ, relativement peu rustique. Les feuilles imparipennées comptent de cinq à sept folioles elliptiques-ovales  de trois à cinq centimètres de long environ, aux bords dentés.
Les fleurs blanches, à forte odeur musquée, de 3 à 5 cm de diamètre, sont simples (cinq pétales) ou doubles ; elles sont groupées en corymbes de 5 à 7 fleurs et apparaissent en fin d'été ; la floraison dure jusqu'aux premières gelées.

## Historique
Il aurait été amené en Espagne par les Maures et  sa distribution géographique naturelle aurait été  le Proche-Orient et l'Éthiopie. Au XVIe siècle  il a été apporté d'Espagne en Angleterre.
Ce rosier a un temps été nommé Rosa moschata minor, pour le différencier de Rosa moschata major qui était en réalité Rosa brunonii.
Rosa moschata est toujours activement recherché mais semble avoir disparu. Cependant certains de ses descendants lui ressemblent, d'autres ont beaucoup de ses caractères, en particulier l'odeur musquée

## Mutations et hybrides
- Rosa moschata 'Abyssinica' trouvé en Éthiopie en 1804, au feuillage grisâtre[2]
- Rosa moschata 'Umbrella' aux fleurs blanches, simples en corymbes ombelliformes
- groupe d'hybrides de Rosa moschata nommés Rosa ×lambertiana
  - 'Trier' ( Rosa moschata × Rosa multiflora ) obtenu par Peter Lambert en 1904 ; il a été le premier
  - le révérend Pemberton en a obtenu un grand nombre, le premier étant 'Daphne' en 1912, puis 'Buff Beauty' (orangé clair), 'Danaë' (jaune), 'Moonligth' (blanc), 'Pax' (ivoire), 'Prosperity' (blanc ivoire), 'Robin des Bois' (rouge cerise), 'Vanity', (de couleur rose)
- groupe d'anciens hybrides à appellation ancienne, hors normes, conservée :
  - Rosa moschata floribunda aux petites fleurs semi-doubles, blanches, en juin
  - Rosa moschata pompon, buisson d'environ 1,25 m aux petites fleurs blanches doubles
  - Rosa dupontii (Rosa gallica × Rosa moschata) créé par Dupont en 1817, aux grandes fleurs blanches semi-doubles
  - Rosa moschata 'Grandiflora' (Rosa moschata × Rosa brunonii introduit par Welles en 1866
  - 'The Garland' (Rosa moschata × Rosa multiflora obtenu par Wills en 1835) aux fleurs blanches doubles et plates et comme tous à odeur musquée

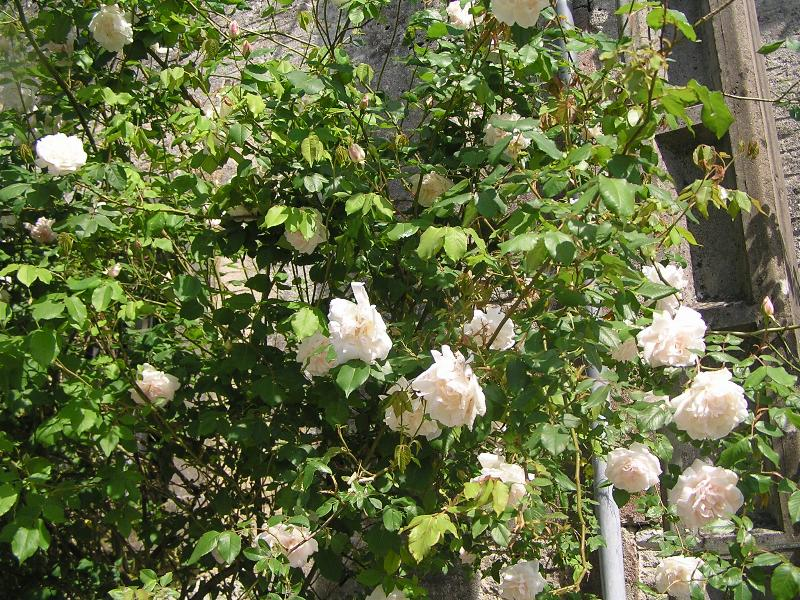
'Madame Alfred Carrière'

- 'Champney's Pink Cluster' qui est à l'origine des rosiers Noisette et des rosiers Thé-Noisette[3], hybridation créée par Champney, planteur de Charleston en Caroline du Sud en 1811 (Rosa moschata × 'Old Blush') aux grosses fleurs roses, odorantes, en bouquets abondants ; mais non remontant (ce caractère va apparaître avec son semis 'Blush Noisette'). C'est Philippe Noisette qui lui avait donné 'Old Blush' fourni par son frère Louis Noisette, à qui ils vont envoyer des plants qui seront à l'origine des rosiers Noisette :
  - 'Blush Noisette' semis de 'Champneys Pink Cluster', remontant
  - 'Aimée Vibert' ou 'Bouquet de mariée' ('Champney's Pink Cluster' × hybride de Rosa sempervirens Vibert, 1828) presque sans épines, aux petites fleurs très doubles en bouquets.
  - et les Thé-Noisette, dont 'Gloire de Dijon' (jaune teinté d'ivoire), 'Rêve d'Or' (jaune pâle), 'Mme Alfred Carrière' (pour certains le plus beau rosier par la forme et la couleur blanc rosé de ses fleurs, leur abondance, la durée de floraison et leur odeur).

## Illustrations

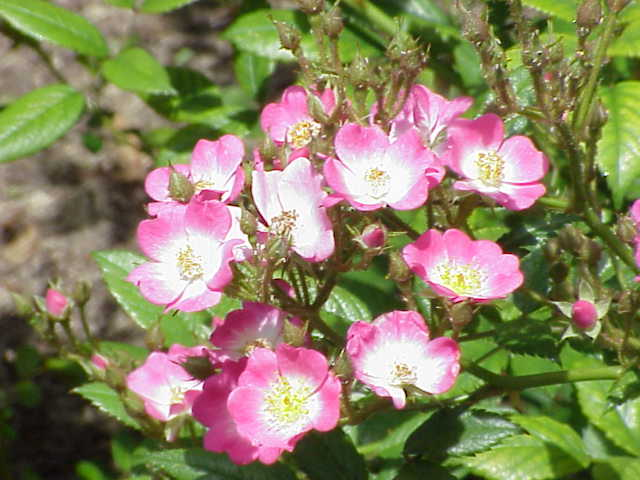
'Ballerina'
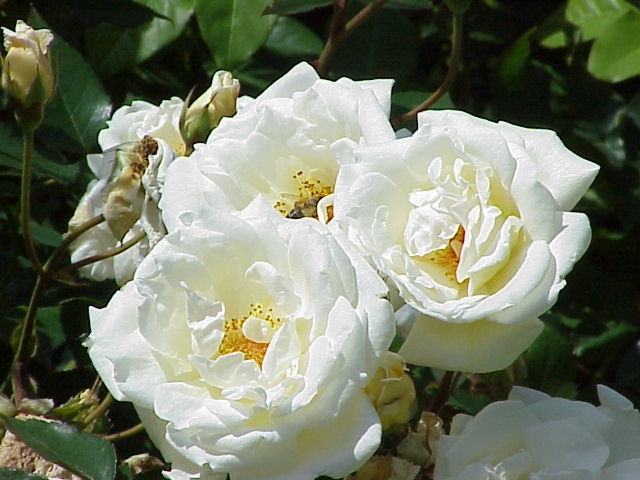
'Pax'
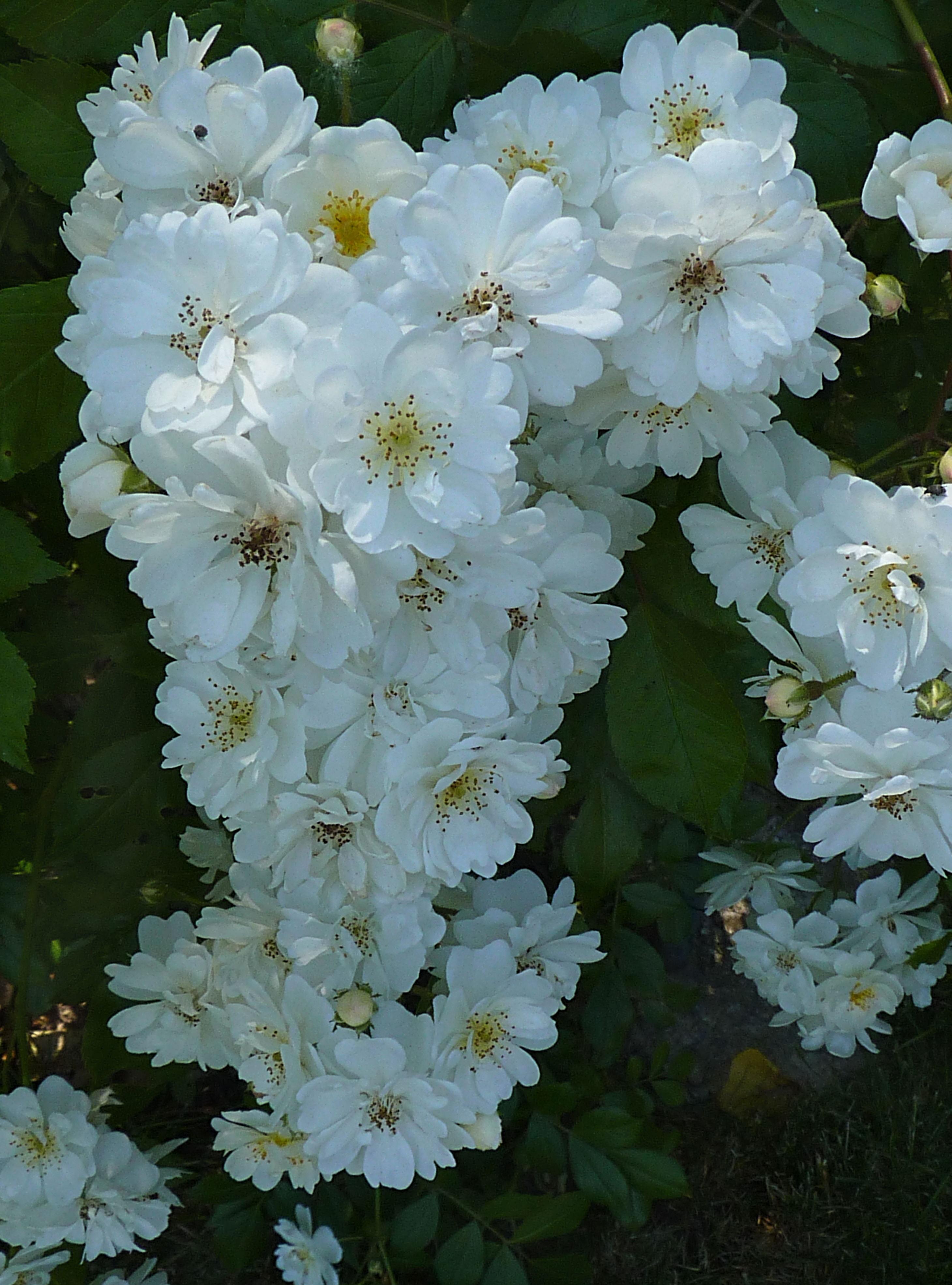
'Guirlande d'Amour' (Lens 1993) rosier ADR 2012
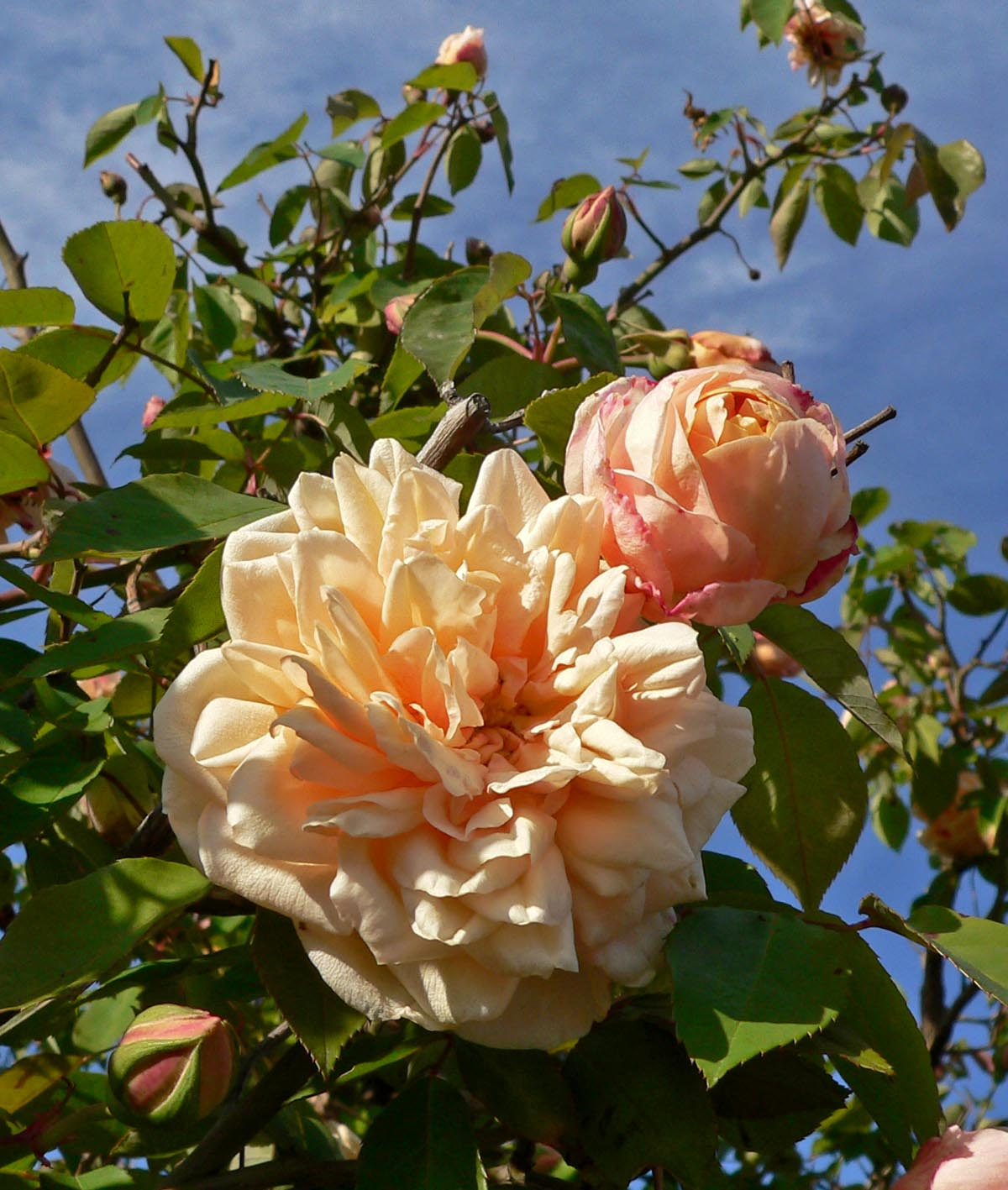
'Rêve d'Or'
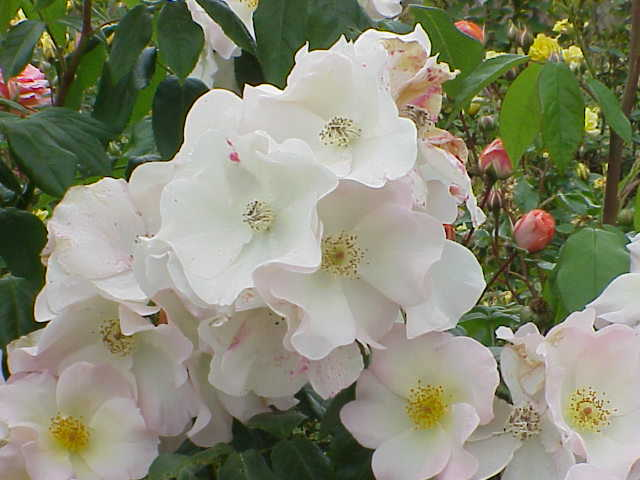
'Sally Holmes' (1976), hybride issu de 'Ballerina' x 'Ivory Fashion', distingué comme rose favorite du monde en 2012